# Laurie Holden
Heather Laurie Holden (Los Ángeles, California, 17 de diciembre de 1969) es una actriz, modelo, empresaria y activista estadounidense canadiense. Entre sus apariciones en el cine y televisión es conocida por interpretar a Marita Covarrubias en The X-Files, Andrea Harrison en The Walking Dead y a Crimson Countess en The Boys.

## Biografía
Nació en Los Ángeles y se crio en Toronto. Holden tiene doble ciudadanía, de los Estados Unidos como de Canadá. Después de que sus padres, los actores Glen Corbett (también conocido como Lawrence Holden) y Adrienne Ellis, se divorciaron, su madre se casó con el director Michael Anderson. Laurie entonces vivió entre Los Ángeles y Toronto, Ontario, Canadá. Tiene un hermano menor llamado Christopher Holden y una media hermana. En 2003 tuvo a una hija cuyo nombre se desconoce. 
Holden obtuvo su primer papel en el cine cuando era pequeña. De adolescente ganó "The Look of the Year", un concurso de modelaje en Toronto y se le dio un papel menor como niñera en la comedia Separate Vacations de Anderson (1986). Asistió a la Universidad McGill, donde estudió economía y ciencia política. Se trasladó a la Universidad de California en Los Ángeles y recibió una licenciatura en teatro y cine en 1993. En la UCLA, fue miembro de la Sociedad Nacional de Honor y recibió el prestigioso Premio Natalie Wood interino. Ella siguió una Maestría en Derechos Humanos en la Universidad de Columbia.

## Carrera
Laurie fue descubierta por el director Frank Darabont. Ha participado en películas como The Majestic y La niebla,  y saltó a la fama con la serie de televisión The Walking Dead.
Laurie interpretó a la hija de Rock Hudson en algunos capítulos de la exitosa serie Crónicas marcianas.
Coprotagonizó la miniserie de TNT Young Catherine, con Vanessa Redgrave. Se hizo famosa con el papel de Marita Covarrubias, en la famosa serie Expediente X. También fue invitada en Rumbo al Sur, por la que fue nominada a un Premio Gemini. y trabajó en Los siete magníficos para CBS.
Frank Darabont la descubrió mientras trabajaba en el teatro con la famosa compañía Larry Moss Acting Studio. El director le dio el papel protagonista en el drama The Majestic, donde trabajó con Jim Carrey. Su cautivadora interpretación fue aclamada por la crítica.
Laurie interpretó a Cybil Bennett en Silent Hill, a Amanda Dunfrey en La Niebla y a Olivia Murray en The Shield.
En 2010 fue seleccionada para interpretar a Andrea en la exitosa serie de AMC, The Walking Dead.
Holden produce activamente proyectos de cine, teatro y televisión, además de sus actuaciones en el cine. En 2013, participó en la película Honeytrap como productora ejecutiva.
En 2014, interpretó a Ann McGinnis en la serie Major Crimes en la temporada 3. También interpretó Adele Pichlow en la comedia Dumb and Dumber To, con Jim Carrey, y realizado por Peter Farrelly y Bobby Farrelly.
En 2015, apareció interpretando a la Dra. Hannah Tramble, en la tercera temporada de Chicago Fire. Holden fue seleccionada para volver a interpretar su papel de Chicago Fire en su spin-off Chicago Med como uno de los personajes principales. En agosto del mismo año, Laurie se retiró del proyecto por razones familiares.
En 2022, Holden interpreta a la Condesa Carmesí en la serie de Amazon Prime, The Boys.

## Activismo
Holden es un miembro fundador de la Junta de la Fundación Canadiense Somaly Mam y miembro del Consejo Asesor de la Fundación Somaly Mam en los EE. UU.
En 2014, Holden fue parte de la Operación ferrocarril subterráneo, una organización de voluntarios que pretende perseguir y arrestar a los traficantes sexuales de niños. El grupo viajó recientemente a Cartagena de Indias (Colombia), donde ayudó a las autoridades a romper un importante anillo de tráfico sexual que utiliza medicamentos para forzar a los niños y niñas menores de edad a ejercer la prostitución. La operación se saldó con la detención de 11 colombianos y una persona cuya nacionalidad no ha sido revelada en las ciudades de Armenia, Cartagena y Medellín, rescatando a 55 víctimas de tráfico sexual, una de ellas de tan sólo 11 años de edad.

## Filmografía
| Año  | Película                      | Personaje          | Notas                                |
| ---- | ----------------------------- | ------------------ | ------------------------------------ |
| 1986 | Separate Vacations            | Karen              | Papel menor                          |
| 1989 | Physical Evidence             | Matt's girl        | Papel menor                          |
| 1995 | Expect No Mercy               | Vicky              | Personaje principal                  |
| 1996 | The Pathfinder                | Mabel Dunham       | Personaje principal, Película de TV  |
| 1996 | Past Perfect                  | Ally Marsey        |                                      |
| 1997 | Echo                          | Scarlett Antonelli | Personaje secundario, Película de TV |
| 1997 | Alibi                         | Beth Polasky       | Película de TV                       |
| 2000 | The Man Who Used to Be Me     | Amy Ryan           | Película de TV                       |
| 2001 | The Majestic                  | Adele Stanton      | Personaje principal                  |
| 2004 | Meet Market                   | Billy              | Personaje principal                  |
| 2005 | Bailey's Billion$             | Marge Maggs        | Personaje principal                  |
| 2005 | Los 4 Fantásticos             | Debbie McIlvane    | Personaje secundario                 |
| 2006 | Silent Hill                   | Cybil Bennett      | Personaje principal                  |
| 2007 | The Mist                      | Amanda Dumfries    | Personaje principal                  |
| 2014 | Honeytrap                     | -                  | Productora ejecutiva                 |
| 2014 | Dumb and Dumber To            | Adele Pinchelow    | Antagonista principal                |
| 2016 | The Abolitionists             | Ella Misma         | Documental                           |
| 2017 | The Time of Their Lives       | -                  | Productora ejecutiva                 |
| 2017 | Pyewacket                     | Mrs. Reyes         | Personaje principal                  |
| 2018 | Dragged Across Concrete       | Melanie Ridgeman   | Personaje principal                  |
| 2019 | Arctic Justice: Thunder Squad | Dakota             | Personaje principal                  |
| 2022 | Fireheart                     | Pauline            | Personaje principal                  |

| Año             | Serie                                   | Personaje                        | Notas                                                                                     |
| --------------- | --------------------------------------- | -------------------------------- | ----------------------------------------------------------------------------------------- |
| 1980            | Crónicas Marcianas                      | Marie Wilder                     | 3 episodios                                                                               |
| 1988            | Capitán Poder y los Soldados del Futuro | Erin                             | Invitada, "Gemini and Counting"                                                           |
| 1991            | Young Catherine                         | Catherine Dashkova               | Miniserie                                                                                 |
| 1991            | Father Dowling Mysteries                | Joyce Morrison / Judith Carswell | Invitada, "The Hardboiled Mystery"                                                        |
| 1993            | Servicios Secretos                      | Suki                             | Invitada, "Larceny Inc./Reach Out and Rob Someone/Jet Threat"                             |
| 1993            | Scales of Justice                       | Nancy Oakes                      | Invitada, "Who Killed Sir Harry Oakes?"                                                   |
| 1993            | Family Passions                         | Claire                           | Temporada 1                                                                               |
| 1993            | Destiny Ridge                           | Darlene Kubolek                  | Temporada 1                                                                               |
| 1994            | TekWar                                  | Rachel Tudor                     | Invitada, "TekLab"                                                                        |
| 1995            | Rumbo al Sur                            | Jill Kennedy                     | Invitada, "Letting Go"                                                                    |
| 1995–1996       | Highlander                              | Debra Campbell                   | Recurrente, 2 episodios                                                                   |
| 1996            | Murder, She Wrote                       | Sherri Sampson                   | Invitada, "What You Don't Know Can Kill You"                                              |
| 1996            | Poltergeist: The Legacy                 | Cora Jennings / Sarah Browning   | Invitada, "Thirteenth Generation"                                                         |
| 1996            | Two                                     | Madeline Reynolds                | Invitada, "Many Happing Return"                                                           |
| 1996–2002       | The X-Files                             | Marita Covarrubias               | Temporadas 4-5 (Personaje Principal, 17 episodios) Temporadas 6-9 (Invitada, 3 episodios) |
| 1997            | Dead Man's Gun                          | Bonnie Lorrine                   | Invitada, "Fool's Gold"                                                                   |
| 1998–2000       | The Magnificent Seven                   | Mary Travis                      | Recurrente, 18 episodios                                                                  |
| 2000            | The Outer Limits                        | Susan McLaren                    | Invitada, "Breaking Point"                                                                |
| 2001            | Big Sound                               | Piper Moran                      | Invitada, "Shabbas Bloody Shabbas"                                                        |
| 2008            | The Shield                              | Olivia Murray                    | Temporada 7 (Recurrente, 13 episodios)                                                    |
| 2010–2013; 2022 | The Walking Dead                        | Andrea Harrison                  | Personaje Principal (Temporada 1-3, 31 episodios) Temporada 10-Temporada 11; 3 episodio   |
| 2014–2015       | Major Crimes                            | Ann McGinnis                     | Recurrente (Temporada 3 , 3 episodios)                                                    |
| 2015            | Chicago Fire                            | Dra. Hannah Tramble              | Invitada "I am the Apocalypse"                                                            |
| 2017–2018       | The Americans                           | Renee                            | Recurrente (Temporada 5) Personaje Principal (Temporada 6), 12 episodios)                 |
| 2019            | Proven Innocent                         | Greta Bellows                    | Personaje Principal, 7 episodios                                                          |
| 2022            | The Boys                                | Condesa Carmesí                  | Personaje Principal (temporada 3) Invitada (temporada 4)                                  |

| Año  | Juego                        | Personaje          | Notas |
| ---- | ---------------------------- | ------------------ | ----- |
| 2004 | The X-Files: Resist or Serve | Marita Covarrubias | Voz   |